# Neivamyrmex guyanensis
Neivamyrmex guyanensis är en myrart som först beskrevs av Santschi 1916.  Neivamyrmex guyanensis ingår i släktet Neivamyrmex och familjen myror. Inga underarter finns listade i Catalogue of Life.